# Do Revenge
Do Revenge és una pel·lícula de comèdia i coming-of-age de 2022 dirigida per Jennifer Kaytin Robinson, que va coescriure el guió juntament amb Celeste Ballard. És protagonitzada per Camila Mendes i Maya Hawke, junt amb Austin Abrams, Rish Shah i Sarah Michelle Gellar. Està lleugerament inspirada en Estranys en un tren del 1951 d'Alfred Hitchcock. Es va publicar a Netflix el 16 de setembre de 2022 i va rebre crítiques generalment positives de la crítica.

## Sinopsi
Drea i Eleanor començaran l'escola secundària a la Rosehill Country Day High School de Miami, Florida. Drea, que assisteix a Rosehill amb una beca, es converteix en una marginada quan el seu xicot, Max, publica de manera anònima un vídeo íntim d'ella. Drea treballa en un campament de tenis durant l'estiu i coneix l'Eleanor, que es traslladarà a Rosehill. Eleanor li confessa que també es va convertir en una marginada després que es va escampar un fals rumor que havia besat a la força a una altra noia en un campament d'estiu. Així, les dues decideixen unir-se per venjar-se de les persones que les han maltractat.

## Repartiment
- Maya Hawke com a Eleanor
- Camila Mendes com a Drea
- Talia Ryder com a Gabbi
- Rish Shah com a Russ Lee
- Paris Berelc com a Meghan
- Sophie Turner com a Erica
- Austin Abrams com a Max
- Eliza Bennett com a Jessica
- Cassady McClincy com a Ashlyn
- Alisha Boe com a Tara
- Ava Capri com a Carissa Jones
- Jonathan Daviss com a Elliot
- Maia Reficco com a Montana
- Rachel Matthews com a Allegra
- Alex D. Jennings
- Mary Kraft com a Mrs. Davis
- Cameron Hood com a Mark
- Michelle Pokopac

## Producció
El 14 d'octubre de 2020, es va informar que Netflix estava desenvolupant la pel·lícula, aleshores titulada Strangers. Coescrita i dirigida per Jennifer Kaytin Robinson, estaria inspirada en Estranys en un tren d'Alfred Hitchcock. El novembre de 2020, es va informar que Camila Mendes i Maya Hawke la protagonitzarien. Es van anunciar membres addicionals del repartiment a principis del 2021.
La fotografia principal estava programada per tenir lloc a Los Angeles a principis del 2021, però es va canviar a Atlanta, Geòrgia, i Miami, Florida, i la història va tenir lloc a Miami després d'una reescriptura. El rodatge es va acabar inicialment l'agost de 2021 i les etapes posteriors de producció es van produir l'agost de 2022.
La pel·lícula es va estrenar a Netflix el 16 de setembre de 2022.

## Recepció
Al lloc web de l'agregador de ressenyes Rotten Tomatoes, el 85% de les 55 crítiques són positives, amb una valoració mitjana de 6,6/10. El consens del lloc web diu: "Do Revenge podria haver utilitzat una mica més, però Maya Hawke i Camila Mendes fan d'aquest un plat dolç millor servit per als espectadors que entenen que l'escola secundària pot ser un infern". A Metacritic, la pel·lícula té una puntuació mitjana ponderada de 66 sobre 100 basada en 16 crítics, que indica "crítiques generalment favorables".